# Бели (медицина)
Бе́ли (лейкорре́я) — чрезмерные и необычные по характеру выделения из половых органов женщины (водянистые, молочно-белые, желто-зеленые, сукровичные, имеющие неприятный запах и т. д.), вызывают зуд, жжение и постоянное ощущение влажности в области промежности. Физиологические выделения из половых путей необильные, слизистые, не раздражают кожу наружных половых органов; количество выделений несколько увеличивается в секретную фазу менструального цикла и во время беременности.
Бели могут появляться при патологических изменениях половых органов (например, при воспалительных процессах, опухолях), некоторых общих заболеваниях (например, при туберкулёзе, сахарном диабете, заболеваниях крови и кроветворных органов). Появлению белей способствуют опущение стенок влагалища, разрывы промежности, длительное ношение маточных колец, нарушение правил личной гигиены и др.

## Виды
В зависимости от места образования условно различают трубные, маточные, шеечные, влагалищные и вестибулярные бели.
Трубные бели могут быть симптомом воспаления маточных труб, при котором брюшное отверстие трубы нередко закрывается, маточное — резко сужается. Серозное или гнойное содержимое скапливается в просвете маточной трубы и затем понемногу изливается в матку, а из неё во влагалище. Кроме того, трубные бели наблюдаются при раке маточной трубы; обычно они водянистые, иногда содержат примесь крови.
Маточные бели возникают при эндометрите различного происхождения и опухолях тела матки (полипе, миоме, раке и др.). При остром эндометрите бели обычно бывают гнойными, при хроническом — водянистыми, при раке тела матки — вначале водянистые, а затем при распаде опухоли приобретают красно-буро-серый цвет.
Шеечные бели часто появляются при заболеваниях шейки матки: цервицитах гонорейного, хламидийного и другого происхождения. Они могут быть следствием туберкулёза, заболеваний эндокринной системы и др. Шеечные бели часто бывают слизистыми, при острых цервицитах могут содержать примесь гноя. При полипах слизистой оболочки канала шейки матки — примесь крови. К шеечным белям относят также характерные для рака шейки матки жидкие выделения, представляющие собой лимфу с примесью крови.
Влагалищные бели могут быть следствием усиления выхода жидкой части крови из капилляров в просвет влагалища при воздействии на его слизистую оболочку механических (например, при мастурбации), термических и химических (например, при спринцевании горячими жидкостями, концентрированным раствором уксусной кислоты) факторов.
Часто влагалищные бели являются проявлением воспаления слизистой оболочки влагалища. Характер зависит от вида возбудителя, например, при трихомониазе бели жидкие, пенистые, при гнойной инфекции — зеленоватые тягучие.
Вестибулярные бели появляются в связи с усиленной деятельностью желез вульвы, в основном, сальных. Они могут возникать вследствие нарушения правил личной гигиены, мастурбации, а также при вульвите, бартолините, сахарном диабете.
Вообще, влагалищные выделения — норма и не обязательно следствие заболевания. Состав и количество их варьируется от многих факторов, более густые появляются, например, во время овуляции.

## Лечение белей
Лечение белей зависит от причин, вызвавших их, и назначается исключительно врачом-гинекологом после осмотра. В качестве лечебных процедур могут применяться влагалищные спринцевания, орошения, ванночки, введения вагинальных свечей с лекарственными препаратами и др. Профилактика белей заключается в соблюдении личной гигиены, проведения профилактических осмотров с целью раннего выявления заболеваний половой системы, своевременном лечении общих заболеваний.
При народных методах лечения бели лечатся спринцеванием (очень часто) настоем зверобоя; настоем листьев шалфея, розмарина и коры дуба. Считается, что хорошо помогают от белей горячие ванны из сосновых веточек или экстракта сосны.